# کاننا، گوما
کاننا، گوما (به لاتین: Kanna, Gunma) یک منطقهٔ مسکونی در ژاپن است که در استان گونما واقع شده‌است. کاننا ۱۱۴٫۶ کیلومترمربع مساحت و ۲٬۰۰۷ نفر جمعیت دارد.